# Clinton Liberty
Clinton Liberty (Laytown, nascido em 4 de junho de 1998) é um ator e dançarino irlandês de ascendência nigeriana e jamaicana.  Ele é conhecido por seus papéis na minissérie da ITV Holding (2022) e na série da HBO House of the Dragon (2024–).

## Biografia

### Infância e juventude
Liberty cresceu em Laytown, County Meath. Ele é descendente de jamaicanos e nigerianos. Liberty frequentou Scoil an Spioraid Naoimh e depois Coláiste na hInse em Bettystown. Ele foi membro do clube de dança Fit Kids/Fit Teens e competiu em dança. Depois, formou-se com um Bacharel em Artes em Atuação pela The Lir Academy no Trinity College Dublin em 2019.

### Carreira
Com sua experiência em dança, Liberty fez sua estreia na tela como dançarino no filme de 2016 Handsome Devil. No palco, ele estrelou as produções de 2019 de Much Ado About Nothing, de Shakespeare, com a Rough Magic Theatre Company e The Anvil em Manchester, Inglaterra. Em seguida, ele conseguiu um papel recorrente na minissérie Normal People, uma adaptação do romance de mesmo nome de Sally Rooney, como Kiernan, amigo de escola de Connell.
No ano seguinte, Liberty entrou para o elenco principal do thriller de espionagem Red Election, da Viaplay, como Marcus e fez uma participação especial na série Smother, da RTÉ One. Em 2022, ele estrelou como Linus Dunne ao lado de Conleth Hill na adaptação de ITV do romance de estreia de Graham Norton Holding e apareceu no filme This Christmas da Sky Cinema.
Liberty tem um papel futuro no filme de terror Feed ao lado de Daisy Jelley e Niamh McCormack. Em abril de 2023, houve rumores de que Liberty havia se juntado ao elenco da série de fantasia House of the Dragon, da HBO, para sua segunda temporada em um papel não revelado, mais tarde confirmado como Addam de Hull.

## Filmografia

### Filmes
| Ano  | Título                       | Papel     | Notas          |
| ---- | ---------------------------- | --------- | -------------- |
| 2016 | Handsome Devil               | Dançarino |                |
| 2019 | Power Out                    | Will      | Curta-metragem |
| 2019 | Something Doesn't Feel Right | Jock      | Curta-metragem |
| 2019 | Twin                         | Festeiro  | Curta-metragem |
| 2022 | This Christmas               | Michael   | Sky Cinema     |

### Televisão
| Ano           | Título              | Papel         | Notas           |
| ------------- | ------------------- | ------------- | --------------- |
| 2019          | Forever in My Heart | Peter         | Telefilme       |
| 2020          | Normal People       | Kiernan       | 5 episódios     |
| 2021          | Smother             | Max           | 1 episódio      |
| 2021          | Red Election        | Marcus        | Papel principal |
| 2022          | Holding             | Linus Dunne   | Papel principal |
| 2024–presente | House of the Dragon | Addam de Hull | Papel principal |

## Teatro
| Ano  | Título                 | Papel  | Notas                                                                     |
| ---- | ---------------------- | ------ | ------------------------------------------------------------------------- |
| 2019 | Much Ado About Nothing |        | Rough Magic Theatre Company; The Quad, Kilkenny / Theatre Royal Waterford |
| 2019 | The Anvil              | Edmund | Anu Productions, Manchester                                               |

## Links externos
- Clinton Liberty. no IMDb.
- Clinton Liberty no Conway van Gelder Grant